# Elvis' Christmas Album
《Elvis' Christmas Album》은 미국의 가수 겸 음악가 엘비스 프레슬리가 RCA 빅터를 통해 발매한 첫 번째 크리스마스 음반 겸 네 번째 정규 음반이다. 할리우드 라디오 레코더에서 취입하고 1957년 발행번호 LOC -1035의 디럭스 한정판으로 발매했다. 발매 이후로 몇 번이고 재발행된 바 있다. 빌보드 톱 팝 앨범 차트에서 4주간 1위에 군림했다. 1971년 《Elvis Sings the Wonderful World of Christmas》와 더불어 프레슬리가 녹음한 두 장의 크리스마스 음반 중 하나다. 출판사 뮤직 벤더가 《Elvis' Christmas Album》를 자사의 싱글 차트에 등재했는데, 1957년 12월 ~ 1958년 1월까지 2주간 머무르며 최고 49위까지 올랐었다.
미국음반산업협회의 가장 최신 인정에 따르면, 《Elvis' Christmas Album》은 미국 전역에서 최소 1,300만 장이 배송되었다. 이 중 3백만 장은 1957년 RCA 빅터의 출시물, 1,000만 장은 1970년 RCA 캠덴과 1975년 픽윅 레코드에서 발매한 "염가판"이다. RIAA의 다이아몬드 판매 인증을 달성한 최초의 프레슬리 저작이며, 미국에서 가장 많이 팔린 크리스마스 음반이다. 전 세계적으로는 2,000만 장 넘게 판매되었다.

## 곡 목록
| #  | 제목                                     | 작사·작곡                       | 녹음 일자      | 재생 시간 |
| -- | ---------------------------------------- | ------------------------------- | -------------- | --------- |
| 1. | 〈〈Santa Claus Is Back in Town〉〉      | 제리 리버 마이크 스톨러         | 1957년 9월 7일 | 2:22      |
| 2. | 〈〈White Christmas〉〉                  | 어빙 벌린                       | 1957년 9월 6일 | 2:23      |
| 3. | 〈〈Here Comes Santa Claus〉〉           | 진 오트리 오클리 홀드먼         | 1957년 9월 6일 | 1:54      |
| 4. | 〈〈I'll Be Home for Christmas〉〉       | 킴 개넌 월터 켄트 벅 램         | 1957년 9월 7일 | 1:53      |
| 5. | 〈〈Blue Christmas〉〉                   | 빌리 헤이즈 제이 존슨           | 1957년 9월 5일 | 2:07      |
| 6. | 〈〈Santa Bring My Baby Back (To Me)〉〉 | 에런 슈로더 클로드 디미트리어스 | 1957년 9월 7일 | 1:54      |

| #  | 제목                                                                              | 작사·작곡                                     | 녹음 일자       | 재생 시간 |
| -- | --------------------------------------------------------------------------------- | --------------------------------------------- | --------------- | --------- |
| 1. | 〈〈O Little Town of Bethlehem〉〉                                                | 필립 브룩스 루이스 레드너 엘비스 프레슬리 [a] | 1957년 9월 7일  | 2:35      |
| 2. | 〈〈Silent Night〉〉                                                              | 조셉 모어 프란츠 그루버 프레슬리 [a]          | 1957년 9월 6일  | 2:23      |
| 3. | 〈〈(There'll Be) Peace in the Valley (For Me)〉〉 (《Peace in the Valley》 발췌) | 토머스 A. 도시                                | 1957년 1월 13일 | 3:22      |
| 4. | 〈〈I Believe〉〉 (《Peace in the Valley》 발췌)                                  | 어빈 드레이크 어빈 그레이엄 지미 셜 앨 스틸먼 | 1957년 1월 12일 | 2:05      |
| 5. | 〈〈Take My Hand, Precious Lord〉〉 (《Peace in the Valley》 발췌)                | 도시                                          | 1957년 1월 13일 | 3:16      |
| 6. | 〈〈It Is No Secret (What God Can Do)〉〉 (《Peace in the Valley》 발췌)          | 스튜어트 햄블런                               | 1957년 1월 19일 | 3:53      |

주
- ^a  편곡 참여

## 인증
| 국가                                           | 인증        | 판매량/출하량 |
| ---------------------------------------------- | ----------- | ------------- |
| 캐나다 (뮤직 캐나다)                           | 플래티넘    | 100,000^      |
| 미국 (RIAA)                                    | 3× 플래티넘 | 3,000,000^    |
| 미국 (RIAA) 1970 reissue                       | 다이아몬드  | 10,000,000^   |
| 미국 (RIAA) 1999 "It's Christmas Time" reissue | 4× 플래티넘 | 4,000,000^    |
| ^출하량을 기반으로 한 인증                     |             |               |

## 같이 보기
- 가장 많이 팔린 음반 목록